# James Richard Ham
James Richard Ham MM (* 11. Juli 1921 in Chicago; † 20. Dezember 2002) war Weihbischof in Saint Paul and Minneapolis.

## Leben
James Richard Ham trat der Ordensgemeinschaft des Maryknoll-Missionsordens bei und empfing am 12. Juni 1948 die Priesterweihe.
Paul VI. ernannte ihn am 28. November 1967 zum Weihbischof in Guatemala und Titularbischof von Putia in Numidia. Die Bischofsweihe spendete ihm am 6. Januar des nächsten Jahres Bruno Torpigliani, Apostolischer Nuntius in El Salvador und Guatemala; Mitkonsekratoren waren der Erzbischof von Guatemala, Mario Casariego y Acevedo CRS, und Rafael González Estrada, Weihbischof in Guatemala.
Von seinem Amt trat er im Februar 1979 zurück. Der Papst ernannte ihn am 7. Oktober 1980 zum Weihbischof in Saint Paul and Minneapolis. Johannes Paul II. nahm am 30. Oktober 1990 seinen altersbedingten Rücktritt an.